# Колодуб Жанна Юхимівна
Жанна Юхимівна Колодуб (* 1 січня 1930, Вінниця) — українська композиторка,  педагогиня. Народна артистка України (2009).

## Біографія
Закінчила Київське музичне училище по класу скрипки та по класу фортепіано (1949), Київську консерваторію по класу фортепіано Костянтина Михайлова (1954). З 1952 — її викладач, доцент (1985), професор (1997).
Заслужений діяч мистецтв України (1996). Лауреат премії імені Миколи Лисенка (2002), премії імені Віктора Косенка, Міжнародного конкурсу творів для духових інструментів (Рівне), Міжнародного академічного рейтингу популярності та якості «Золота фортуна» (2002). Член Національної спілки композиторів України, Національної всеукраїнської музичної спілки.
5 березня 2009 року надано звання «Народний артист України» — за вагомий особистий внесок у соціально-економічний і культурний розвиток України, активну громадську діяльність, багаторічну сумлінну працю та з нагоди Міжнародного жіночого дня 8 Березня.

## Творчість
- дитячі балети:
  - «Пригоди Веснянки» (лібрето Л.Бондаренко, 1969),
  - «Снігова королева» (лібрето О.Стельмашенка за казкою Ганса-Хрістіана Андерсена, 1982),
- музична комедія «Веселі дівчата» (лібрето І.Барабаша, 1963),
- мюзикл «Пригоди на Міссісіпі» (лібрето Д.Кісіна, співавтор Левко Колодуб, 1971);
- 2 кантати «Три пісні народів світу» (1979);
- для симфонічного оркестру:
  - 2 танцювальні сюїти (співавтор Л.Колодуб, 1962, 1965),
  - сюїти — «Київські ліричні картини» (1976),
  - «Снігова королева» (1982),
  - «Малюнки природи» (1990) та ін.;
- для струнного оркестру:
  - 2 симфонієти (1965, 1972 — «Молодіжна»),
  - 2 партити (1986, 1987),
  - «Куранти» (1987);
  - для камерного оркестру — 6 мініатюр (2001);
- Для інструментів з оркестром:
  - для флейти і камерного оркестру — Легенда (1980), «Братерське коло» (1985), Поема (1986);
  - для фортепіано з оркестром — Концерт (1971), концертино «Зникаючі образи» (1997);
  - для альта з оркестром — Концерт (1995, 2-а редакція — 2000),
  - для скрипки з оркестром — Концерт (1998),
  - для труби з оркестром — «Драматичний концерт» (1986),
  - для гобоя з оркестром — Концертино (1988);
- сюїти:
  - для квінтету дух. (1983),
  - для естрадного оркестру (1973, 1976),
  - для 2-х фортепіано (дві, 1992),
  - для оркестру народних інструментів (1972),
  - для 4-х саксофонів (1995),
  - для 2-х флейт (1996);
- для органа — Поема (1995);
- для фортепіано — цикли п'єс «Весняні враження» (1967) і «Звіринець» (1967), альбом за казкою «Снігова королева» (1978), «Обробки пісень народів світу для дітей» (2 зошити, 1978, 1985), П'ять поліфонічних п'єс (1979) та ін.;
- для 2-х фортепіано — «Фольклорна сюїта» (1992), «Ретро-сюїта» (1992),
- для фортепіано в 4 руки — п'єси;
- для флейти, гобоя та фагота — «Калейдоскоп» (1993);
- п'єси — для гітари, баяна, синтезатора, дзвоників та ін.;
- хори,
- романси, вокалізи;
- пісні для дітей — збірка «Музична абетка» (на народні тексти, 1991) та ін.;
- обробка народних пісень;
- музика до театральних вистав і мультфільмів («Каченя Тім» (1970), «Знамените каченя Тім» (1970), «Веселе курча» (1973).